# Cinéma pur

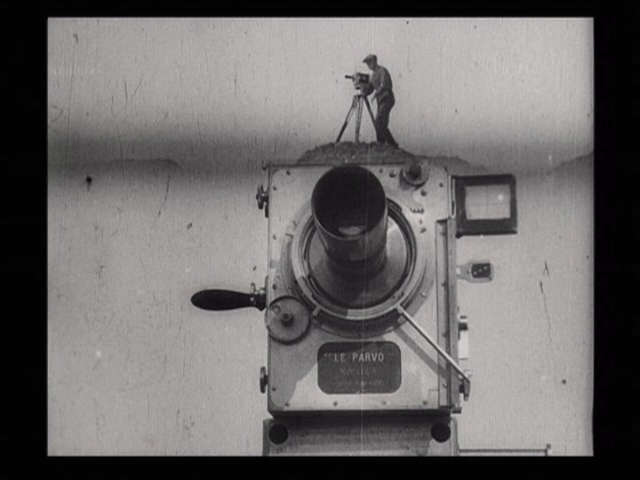
Una Cámara De Los Años 20 Que Se Usaba Para Grabar Películas.

Cinéma Pur (Cine puro en Francés o también conocido como Cine absoluto) fue un movimiento vanguardista nacido en París en la década de 1920 y 1930, también tuvo influencias en Alemania.
El término fue acuñado por Henri Chomette (hermano de René Clair) para definir un cine que se centró en los elementos puros del arte cinematográfico, como la forma, el movimiento, la composición visual y el ritmo, algo que realizó en sus cortos Jeux des reflets et de la vitesse (1925) y Cinq minutes de cinema pur (1926).
El movimiento incluyó a artistas del dadaísmo como Man Ray, René Clair, Dudley Murphy y Marcel Duchamp. 
Sus obras aunque son difíciles de clasificar, se reconocen como un tipo de películas experimentales o de vanguardia. Se caracterizan por sus síntesis, autonomía en el cine y hay énfasis en la fotografía abstracta.
Existen las llamadas secuencias reales en las que se toman escenas de documentales y se pueden utilizar para crear un "collage",  cuyo término es implantado por el dadaísmo y se refiere a una técnica en la que se ensamblan imágenes aleatorias o en este caso, secuencias fílmicas. 

## Antecedentes
Surge por la necesidad de crear una forma "pura" de cine, en la que se regrese a sus orígenes, tomando como base el movimiento y la visión, también se propone  eliminar la intención narrativa de contar una historia, como se acostumbra en el cine convencional, relacionándose así, más con la música y la poesía, que con el teatro y la literatura.
El cine puro o absoluto, tuvo sus principales influencias en cuatro movimientos artísticos que son: el dadaísmo, el surrealismo, el cubismo y el futurismo, considerando al primero como el más importante, ya que sus propuestas fueron tomadas como base para el cine de vanguardia.

## Alemania
En Alemania el cine puro se inclinó más por el arte abstracto.
Los primeros alemanes en experimentar con dibujos plasmados en rollos de papel para simular una progresión fueron Hans Richter junto con Viking Eggeling en su cinta Horizontal-Vertical Mass (1919). 
Dos años más tarde Ritcher se dedicó a elaborar cortometrajes que se conformaban por figuras en movimiento, sin dejar de ser influenciados por la pintura abstracta. Estos cortometrajes llevan el nombre de: Rhytmus 21 (1921), Rhytmus 23 (1923) y Rhytmus 25 (1925).
Su técnica dio un gran giro en su siguiente filme llamado Filmstudie (1925), ya que en vez de añadir dibujos e imágenes irreales como en sus primeras obras, empezó a utilizar imágenes reales filmadas, con deformaciones o efectos negativos, todo esto conservando el estilo abstracto.
Un año antes, Viking Eggeling en colaboración con Erna Niemeyer e independientemente de Ritcher, realizó su única película Sinfonía diagonal (1924), que en su momento fue la más reconocida del cine abstracto. 
Otro alemán muy importante para los comienzos del cine puro, fue Walter Ruttmann, era considerado el más completo y sus primeros cortometrajes fueron Opus I (1921), Opus II (1923), Opus III (1924) y Opus IV (1925). Sus filmes fueron las primeras representaciones públicas de obras abstractas y se inclinaba más por la animación, aunque después experimentó con imágenes reales filmadas.

## Francia
A diferencia de la mayoría de los directores alemanes, que utilizaban más la animación y la pintura para representar abstracciones, en Francia empiezan a utilizar la fotografía para capturar la realidad, sin contar una historia, para crear así algo diferente. Aquí se da el mayor apogeo del cine vanguardista.
Cada cineasta francés tenía una manera diferente de hacer cine un puro, unos a partir del ritmo presente en el montaje, otros con películas muy abstractas y  algunos un poco más inspirados en ideas dadaístas.
Henri Chomette es uno de ellos y tiene dos cortometrajes clásicos del cine absoluto: Jeux des Reflets et de la Vitesse (1925) y Cinc Minutes de Cinéma pur (1926).
Man Ray es otro con su film Retour á la Raison (1923) y Emak-Bakia (1927), que él definió como un cine poema, esta película junto con L’Étoile de Mer (1928) son sus obras reconocidas.
Fernand Léger fue uno de los cineastas franceses que dio un enfoque dadaísta y cubista a sus películas al utilizar técnicas de rápido montaje y música, junto con imágenes aleatorias, como en el caso de Ballet Mécanique (1923-1924), cuya película también tuvo la participación del periodista aspirante a productor cinematográfico Dudley Murphy.
René Clair es otro dadaísta que manejó una forma similar a Léger en su obra Entr'acte (1924).
En cuanto a mujeres francesas, se encuentra Germaine Dulac, autora de L’Invitation au Voyage (1927), La Coquille et le Clergyman (1928) o  Étude Cinématographique sur un Arabesque (1929). Cabe señalar que ella tiene un enfoque más surrealista

## Forma abstracta
Esta forma enfatiza a medios o figuras abstractas ocasionalmente, por lo que se intenta atraer la atención del público a través de características propias de la imagen y el sonido como son: el color, la forma y el ritmo musical disonante. También se acostumbran a utilizan encuadres y posiciones de cámara poco comunes.  Algunos ejemplos de forma abstracta son: Fish Fight (1964) de Robert Breer, Critical Mass (1971) de Hollis Frampton, Ballet mecánique (1923-1924) de Fernand Léger y Dudley Murphy.

## Forma asociativa
En esta forma entra la técnica de "collage" o ensamble, en la que se yuxtaponen imágenes que en un principio parecen no tener una conexión lógica, lo cual nos obliga a buscar a lo largo del filme, la asociación que las una. Aquí no existe una narrativa fílmica y en algunos casos se enfoca en ideas vagas, por lo que puede transmitir uno o varios puntos y tiende a ser de final abierto.  La comparación de imágenes, que se reproducen en esta forma, tiene como propósito darle un sentido metafórico y poético al filme para lograr transmitir emociones al espectador. Algunos ejemplos de forma asociativa son: To Parsifal (1963) de Bruce Baillie, L'Etoile de mer (1928) de Man Ray, Breathdeath (1964) de Stan Van Der Veek, Rose Hobart (1939) de Joseph Cornell,  Á propos de Nice (1929) de Jean Vigo, A movie (1985) de Bruce Conner. 

## Decadencia
La gran decadencia del cine absoluto se dio por la llegada del cine sonoro, cuando empezaron a incluir sonido y voz en las películas, oponiéndose también al cine mudo. Con este nuevo cine el sonido ya no abarcaba solo a la musicalización como temas de fondo, ahora también se escuchaban claramente las voces de personajes, por lo que terminó el placer de los directores, por realizar películas puras que enfatizaran a la imagen y esto no solo afectó al cine absoluto, sino también a todo el cine de vanguardia. 
Entre los últimos filmes puros creados antes de que se diera el decaimiento, están: Berlín, Sinfonía de una Ciudad (1927) de Walter Ruttmann, que más adelante experimentó con sonido en Melodía del Mundo (1929) y  Weekend (1930), aunque no tuvieron tanto éxito.